# クレディ・アグリコル
クレディ・アグリコル（フランス語: Crédit Agricole S.A.）は、フランス・モンルージュに本拠を置く総合金融機関。日本では、生命保険事業を行う日本法人のほか、投資銀行業務を行うグループ会社のクレディ・アグリコル・CIBが日本支店を開設している。ユーロネクスト・パリ上場企業（Euronext: ACA ）。

## 概要
個人向け（リテール）銀行部門ではフランスで首位。保険業務にも力を入れている（クレディ・アグリコル・アシュアランス）。アセット・マネジメントについては、2004年に提携したワファバンクへグループ行（Crédit du Maroc）の事業を売却した。以降、ワファバンクはCFAフラン圏の尖兵である。
旧インドスエズ銀行（現在はCA-CIBの一部）や旧クレディ・リヨネ（1999年に民営化、現LCL）などを買収して拡大してきている。現在は傘下に投資銀行のクレディ・アグリコル・CIB（CA-CIB）、主にリテール部門を担当するLCL（投資銀行部門はCA-CIBに統合した）などを持つ。CIB は証券業務で法人向け営業（ホールセール）を担っている。
フランス国内各地で総合金融サービスを提供する39の地域金庫（Caisses Regionale）が中間持株会社SAS Rue La Boétie を通して上場持株会社を50％超保有する。その一方で、上場持株会社は各地域金庫の25から29.3％を直接に保有する。金融商品の開発は上場持株会社が指揮をとる。地域金庫が集めた資金の大部分が上場持株会社で集中管理される。2011年12月から、地域金庫の裁量で運用している分は、価格下落を地域金庫が保証している。持株会社役員の過半数を地域金庫の代表者が占めるが、地域金庫はグループ総収益の1/4をあげるにとどまっている。持株会社は地域金庫の監査をするが、地域金庫から監査を受けない。
中間持株会社以外の参加者は全て外部株主であり、そのほとんどは機関投資家である。2017年12月現在、まずヴァンガード（The Vanguard Group）、その次にフランクリン・テンプルトン・インベストメンツがミューチュアル・ファンドからの主要株主である。CCDVTを創設した旧パリ証券取引所（ユーロネクスト・パリ）に上場し、CAC 40採用銘柄の一つとして資本調達している。
クレディ・アグリコル自身も機関投資家である。元農業系金融機関として、わずかながら日本の農林中央金庫との資本関係もあり、またりそな銀行への資本出資も行っている。ペリエ買収事件のときはエクソールの主要株主であった。Espírito Santo Financial Group を支配下に、ルクセンブルクを通じて世界へ事業を展開している。投信運用業者としても国内最大手。
クレディ・リヨネ副頭取にタデウシュ・コシチュシュコ、いわゆるコシューシコの一族がいた（Jacques « Antoine » Kosciusko-Morizet, 1943-）。彼はユコスの経営に参加していた。その父（Jacques Kosciusko-Morizet）は国連大使とアメリカ大使を務め、兄フランソワ（François Kosciusko-Morizet）がフラマトム（現アレヴァNP）理事となった。コシューシコの子孫には女優オリガ・フォン・ルート（Olga von Root）がおり、アーマンド・ハマーと結婚して閨閥をつくった。

## 年表
大不況 (1873年-1896年) の間は特に政策の対象となっていない。
- 1885年 - サラン＝レ＝バンに最初の地域金庫ができる[注 2]。
- 1894年 - レオン・ブルジョワの次期首相ジュール・メリーヌ（フランス語版、英語版）が根拠法を成立させた。
- 1897年 - フランス銀行が農林大臣の権限で利用できるCA用基金を設けた。
- 1899年 - 信用組合を地区金庫に再編する法律が制定された。

20世紀初頭にオスマン帝国でクレディ・リヨネがドイツ・パレスチナ銀行と激しい競争を展開した。
- 1920年 - 農林省の下に、地区金庫を統括する公的機関を創設。
- 1926年 - 公的機関をクレディ・アグリコル全国金庫に改称した。
- 1930年 - ヤング案が発効した。世界恐慌で実効性がそがれ、数年でヴァイマル共和政が崩壊した。

第二次世界大戦中、CAはヴィシー政権に統制された。
- 1945年 - 地域金庫の合議体であるクレディ・アグリコル全国連合会が発足。
- 1948年 - 3月に治安維持法とブリュッセル条約が成立して、日独のような逆コースを露呈した。
- 1951年 - 欧州石炭鉄鋼共同体が設立され、欧州を挙げた合理化が進んだ。
- 1959年 - 人口2千人以下の農村に対する住居目的の融資を解禁する。
- 1966年 - 政府が営業目的を緩和し、リテールと非農林系貸付の道が開かれた。
- 1967年 - 政令により、それまで国庫へ納められていた預金をクレディ・アグリコル全国金庫へ託すこととした。
- 1972年 - ヴァレリー・ジスカール・デスタン財務大臣がCAの業務多様化に警告を出した。しかしフランスの作物は、特にアメリカの国際競争力をにらみ、補助金を積んで輸出し貿易摩擦を招いた。産業構造の無理は農業人口の減少に現れた。CAは見切りをつけて、フードビジネスを皮切りに世界展開を見せ始めた。
- 1979年 - 組合員以外の特定利用者へ金融サービスができるように。シカゴに初の国際支店。
- 1982年 - 全資産における海外保有分が6割近くにのぼった。
- 1984年 - 銀行法の施行により地域金庫に対するガバナンスが強化された。
- 1986年 - グループ生命保険会社プレディカを創設した。
- 1988年 - クレディ・アグリコル全国金庫を相互会社化する法制定。地域銀行と従業員保有の有限責任会社となった。
- 1990年 - 損害保険子会社パシフィカを創設した。
- 1996年 - インドスエズ銀行を買収した。
- 1999年 - クレディ・リヨネも参加させてリテール金融のソフィンコを買収した。
- 2001年 - クレディ・アグリコル全国金庫が持株会社として再編され、12月に上場した。
- 2003年 - フィナレフとクレディ・リヨネを買収した。
- 2006年 - エンポリキ・バンクを買収。インテサの202支店買収を発表。アンブロシアーノ銀行も参照。
- 2008年 - ソシエテ・ジェネラルと合弁でニューエッジ・グループを立ち上げた。
- 2010年 - ソフィンコとフィナレフを統合。
- 2012年 - インテーザ・サンパオロの全株式を売却した。
- 2013年 - エンポリキ・バンクと、クレディ・リヨネ傘下のCLSAを売却するなどして急速にスリム化。
- 2022年 - 12月6日に気候関連目標に焦点を当てた新たな事業部門を立ち上げたことと2025年までに新たな石油採掘プロジェクトへの融資を打ち切る方針を発表[4]。

日本における営業
- 1936年 - インドシナ銀行（現在のCA-CIB）が横浜に駐在員事務所を開設。
- 1973年 - 日本株式ファンドの設定・運用を開始。
- 1986年 - 投資運用会社として「クレディ・アグリコルアセットマネジメント株式会社」を設立。
- 2007年 - 生命保険会社として「クレディ・アグリコル生命保険株式会社」を設立。
- 2010年 - クレディ・アグリコルアセットマネジメントとソシエテジェネラルアセットマネジメントが合併し、アムンディ・ジャパン株式会社に商号変更。

## スポンサーシップ
クレディ・アグリコルは1998年から2008年まで自転車ロードレースのプロチームのスポンサーをしていた。元のチームは1955年設立の名門チームで、プジョーなどが所有していた。1998年のツール・ド・フランス終了直後にそれまでのスポンサー「gan」（生命保険会社）からスポンサーを引き継ぎ、トル・フースホフト、ピエトロ・カウッキオーリらを擁してUCIプロツアーに参戦していたが、2008年シーズンをもってクレディ・アグリコルはスポンサーから撤退、チームも後継のスポンサーが見つからず解散した。
また、傘下のLCL名義ではマイヨ・ジョーヌのスポンサーを務めている。マイヨ・ジョーヌはブランドジャージ。現在もツール・ド・フランスの個人総合優勝者に与えられる。